# إدموند بورنس
إدموند بورنس (بالإنجليزية: Edmund Burns) هو ممثل أمريكي، ولد في 27 سبتمبر 1892 بفيلادلفيا في الولايات المتحدة، وتوفي في 2 أبريل 1980 بلوس أنجلوس في الولايات المتحدة.

## أعمال

### أفلام
- (1915) ولادة أمة
- (1934) كليوباترا

## وصلات خارجية
- إدموند بورنس على موقع IMDb (الإنجليزية)
- إدموند بورنس على موقع قاعدة بيانات الفيلم (الإنجليزية)